# Калијан (Вар)
Калијан (фр. Callian (Var)) је насељено место у Француској у региону Прованса-Алпи-Азурна обала, у департману Вар.
По подацима из 2011. године у општини је живело 3287 становника, а густина насељености је износила 129,31 становника/km².

## Демографија
| 1962. | 1968. | 1975. | 1982. | 1990. | 2011. |
| ----- | ----- | ----- | ----- | ----- | ----- |
| 756   | 942   | 1.203 | 1.449 | 1.790 | 3.287 |